# Lukáš Koranda (hudebník)
Lukáš Koranda (* 16. března 1990 Most) je český rockový zpěvák, textař, skladatel a zvukař.

## Život
Jako dítě účinkoval v muzikálu Za zvuků hudby v Hudebním divadle Karlín (2002). Přes dětské soutěže a první pokusy o kapely si v roce 2008 natočil a vydal v malém vlastním nákladu své první sólové CD s názvem Život. Od roku 2009 prošel několika severočeskými kapelami - Grock, Carpatia Castle, Velryba až po svou domovskou kapelu Koradoband, která má za sebou několik úspěchů (předkapela Chinaski, Desmod, Michal Hrůza , r. 2013 62. místo v anketě Český slavík Mattoni ). V roce 2017 ovšem Koradoband vyhlásil pauzu, která trvala tři roky. Po vyhlášení pauzy založil krátce na to Lukáš punk-rockové Kočíčí Hlavy, se kterými vystupoval jen párkrát a v r. 2020 obnovuje opět Koradoband. Téhož roku debutuje také jako textař tří písní na 22. řadovém albu kapely Olympic s názvem Kaťata.
Lukáš Koranda je ženatý a má dceru nar. 2015 . Od roku 2018 žije ve Východních Čechách v jedné malé vesničce poblíž Hořic v Podkrkonoší, kde pracuje jako ošetřovatel hospodářských zvířat.

## Diskografie

### Sólová alba
- 2008: Život (CD: Ponte Records)

1. Život (L. Koranda/L. Koranda)
2. Proč se trápit? (L. Koranda/L. Koranda)
3. Holčičko (L. Koranda/L. Koranda)
4. Má (L. Koranda/L. Koranda)

1. Trochu víc (L.Koranda/L.Koranda)
2. Na tebe myslim dál (T.Pošvanc/T.Pošvanc)
3. Holky z publika (L.Koranda/L.Koranda)
4. Nymfomanka (T.Pošvanc/T.Pošvanc)
5. Vim že... (L.Koranda/L.Koranda)
6. Neutíkej (J.Koranda/J.Koranda)

11) Prázdný fráze(L.Koranda/L.Koranda)
12) Život - remix (L.Koranda/L.Koranda)
Lukáš Koranda: el. kytara, zpěv, basa, klávesové nástroje, VST nástroje, sestříhání bicích "loops"
Hosté:
Pavel Nedvěd: Basa 4,5,7,8,9
František Svatoš: Sólová kytara 1,6,8,12
Bohuslav Anděl: Sólová kytara 4
Petr Sattler: Zpěv 7
Sandra Kovalíková: Zpěv 2
Petra Barešová: zpěv 11
Natočeno ve studiu Ponte Records , únor - květen 2008

### Decibely Ticha
- 2005: Kameny (CD: Naděje "M")

1) Nech jí bejt (T.Pošvanc/T.Pošvanc)
2) Telefon (L.Koranda/L.Koranda)
3) Neutíkej (J.Koranda/J.Koranda)
4) S.O.S (L.Koranda/L.Koranda)
5) Nikomu to nepovíš (J.Koranda/J.Koranda)
6) Žárlíš (L.Koranda/L.Koranda)
7) Prachy jsou všechno (J.Eminger/J.Eminger)
8) Milovat (J.Eminger/L.Koranda)
9) Z štěstí peklo (L.Koranda/L.Koranda)
10) Jede po ní bůh (J.Eminger/J.Koranda)
11) Nic tu není věčně (L.Koranda/L.Koranda)
12) Rokenrol (J.Eminger/J.Eminger)
13) Kameny (T.Pošvanc/T.Pošvanc)
Lukáš Koranda: el. kytara, zpěv
Eva Pomahačová: zpěv
Jakub Eminger: klávesové nástroje, zpěv
Natočeno ve studiích: Naděje "M", R. Řeřichy, P.Feketeho, L.Korandy, J.Pomahače, J.Emingera) květen 2004 - květen 2005

### Carpatia Castle
- 2009: Wampire Requiem (CD: Tomáš Pošvanc)

1) Intro (T.Alferi)
2) Amenti (T.Pošvanc/T.Pošvanc)
3) Julie (T.Pošvanc/D.Karasová)
4) Křídla v temnotách (T.Pošvanc/D.Karasová)
5) Vampire Requiem (T.Pošvanc/D.Karasová)
6) Worms 1521 (T.Pošvanc/T.Pošvanc)
7) Noční můra (T.Pošvanc/D.Karasová)
8) Svatá Rita z Cascie (T.Pošvanc/D.Karasová)
9) The Amitybille hororr (T.Pošvanc/T.Pošvanc)
10) Evokace hromadného hrobu (T.Pošvanc/T.Pošvanc)
Tomáš Pošvanc: Elektrická kytara 2-9, Akustická kytara 3,4, Basová kytara 2-10, Synth 4,6, Zpěv 6,9,10
Lukáš Koranda: Zpěv 2,3,4,5,8,10, Synth 5,8, Elektrická kytara 10
Václav Pazdera: Sólová kytara 2-10
Michaela Sejnová: Zpěv 3,5,7
Tomáš Alferi: Synth 1,3
Natočeno ve studiu Baronka 2009
Mixing & Mastering by Ronny Green – Gallery Sound Studio

### KoradoBand
- 2012: KoradoBand

1) Tak co má bejt (L.Koranda)
2) S tebou rád (T.Pošvanc a L.Koranda)
3) Máš mě mít (L.Koranda)
4) Tančíš (L.Koranda)
5) Pořád stejně (L.Koranda)
6) Bejt sám (L.Koranda/V.Herzina)
7) Kouzelná (T.Pošvanc a L.Koranda)
8) Já si to pamatuju (L.Koranda)
9) Náhrada (L.Koranda a R.Řeřicha/L.Koranda)
10) Svět je proti nám (L.Koranda)
- Lukáš Koranda: Zpěv, Elektrická kytara
- Radek Vondráček: Sólová kytara, Vocal
- Ondřej Rončka: Basová kytara, Vocal
- Jakub Eminger: Klávesové nástroje
- Matěj Koranda: Bicí nástroje

- Natočeno ve studiu NO NOISE RECORDS
- Mixing & Mastering NO NOISE RECORDS